# Alex Oxlade-Chamberlain
Alexander Mark David "Alex" Oxlade-Chamberlain, född 15 augusti 1993 i Portsmouth, England, är en engelsk fotbollsspelare (mittfältare) som senast spelade för Liverpool. Han har ett förhållande med Perrie Edwards, en medlem i artistgruppen Little Mix.

## Klubbkarriär
Under transferfönstret sommaren 2011 jagades Chamberlain av flera klubbar, däribland Arsenal, Manchester United och Liverpool. Hans far, Mark Chamberlain, har dock uppmanat honom att gå till Arsenal och följa i Theo Walcotts fotspår. Den 8 augusti skrev O-C på ett långtidskontrakt med Arsenal för en hemlig summa. Han gjorde debut i Arsenal-tröjan den 28 augusti 2011 i 8-2-förlusten mot Manchester United på Old Trafford, han kom in i den 62:a minuten istället för  Francis Coquelin. Oxlade-Chamberlains första mål i Arsenal-tröjan kom mot Shrewsbury Town i Carling Cup den 20 september 2011.   Chamberlain gjorde sitt första och andra Premier League-mål mot Blackburn den 4 februari 2012. I matchen blev han senare utbytt mot Arsenal-legendaren Thierry Henry.
Chamberlain startade sin första Premier League match i Arsenal tröjan mot Manchester United den 22 januari 2012. Han assisterade till Van Persies kvitterings mål i den 62:a minuten. Matchen resulterade dock i en 2-1-förlust då Danny Welbeck avgjorde sent i den andra halvleken.
Den 31 augusti 2017 värvades Oxlade-Chamberlain av Liverpool, där han skrev på ett femårskontrakt. Han lämnade klubben efter säsongen 2022/2023 i och med att hans kontrakt gick ut.

## Landslagskarriär

### Englands ungdomslandslag
Alex spelade sin första match för Englands U-18 lag den 16 november 2010. England vann då med 3-0 och Oxlade – Chamberlain spelade 45 minuter innan han fick kliva av i halvtid.

### Englands U21-landslag
Den 2 februari 2011 blev The Ox uppkallad till Englands U-21 lag där han sedan fick debutera bara några dagar senare i en träningsmatch mot Italien. Han kom in när 60 minuter av matchen spelats. Han var även väldigt nära att göra sitt första mål redan i första inhoppet men det räckte inte riktigt hela vägen och Italien vann matchen med 1-0.
Oxlade – Chamberlain gjorde sin första match ifrån start i U-21 landslaget mot Azerbajdzjan den 1 september 2011. Han gjorde en bra insats och lyckades spela fram till två mål. Det gick sedan en månad innan han hade gjort sitt första mål. I en match där England vann mot Island med 3-0 stod Chamberlain för alla tre målen.

### Englands herrlandslag
Alex Oxlade-Chamberlain blev uppkallad till Englands seniorlandslag lagom till EM 2012. Han gjorde sin debut den 26 maj 2012 i en träningsmatch före EM. England mötte Norge och Chamberlain fick hoppa in i starten av andra halvlek. Sin första match från start för Englands senior landslag kom den 2 juni då han fick spela 66 minuter i 1-0-vinsten mot Belgien. Han fick även starta i Englands öppningsmatch i EM 2012.
Hans första mål kom i VM – kvalet 12 oktober 2012 där England mötte San Marino. Englands landslag fick en enkel resa och kunde vinna matchen med 5-0 efter ett mål av Alex Oxlade-Chamberlain.
Den 12 maj 2014 blev Oxlade-Chamberlain uttagen i Englands trupp till fotbolls-VM 2014 av förbundskaptenen Roy Hodgson.

## Meriter

### Southampton
- EFL Trophy: 2009–10

### Arsenal
- FA-cupen: 2013–14, 2014–15, 2016–17
- Community Shield: 2014, 2015,2017

### Liverpool
- Premier League: 2020
- UEFA Champions League: 2019
- FA-cupen: 2022
- Engelska Ligacupen: 2022
- Community Shield: 2022
- UEFA Super Cup: 2019
- VM för klubblag: 2019